# Trézelles
Trézelles ist eine französische Gemeinde mit 393 Einwohnern (Stand 1. Januar 2022) im Département Allier in der Region Auvergne-Rhône-Alpes (vor 2016 Auvergne); sie gehört zum Arrondissement Vichy und zum Kanton Moulins-2.

## Geografie
Trézelles liegt etwa 38 Kilometer südöstlich von Moulins und etwa 30 Kilometer nordöstlich von Vichy am Fluss Besbre, in den hier sein Zufluss Têche einmündet. Umgeben wird Trézelles von den Nachbargemeinden Chavroches im Norden, Varennes-sur-Tèche im Osten, Servilly im Süden sowie Cindré im Westen.

## Bevölkerungsentwicklung
| Jahr                       | 1962 | 1968 | 1975 | 1982 | 1990 | 1999 | 2006 | 2011 | 2019 |
| Einwohner                  | 638  | 562  | 521  | 453  | 414  | 395  | 379  | 390  | 415  |
| Quellen: Cassini und INSEE |      |      |      |      |      |      |      |      |      |

## Sehenswürdigkeiten
- Kirche Saint-Barthélémy aus dem 18. Jahrhundert
- Herrenhaus Les Quillets
- Reste des Schlosses von Trézelles
- Schloss Villard aus dem 16. Jahrhundert

Siehe auch: Liste der Monuments historiques in Trézelles

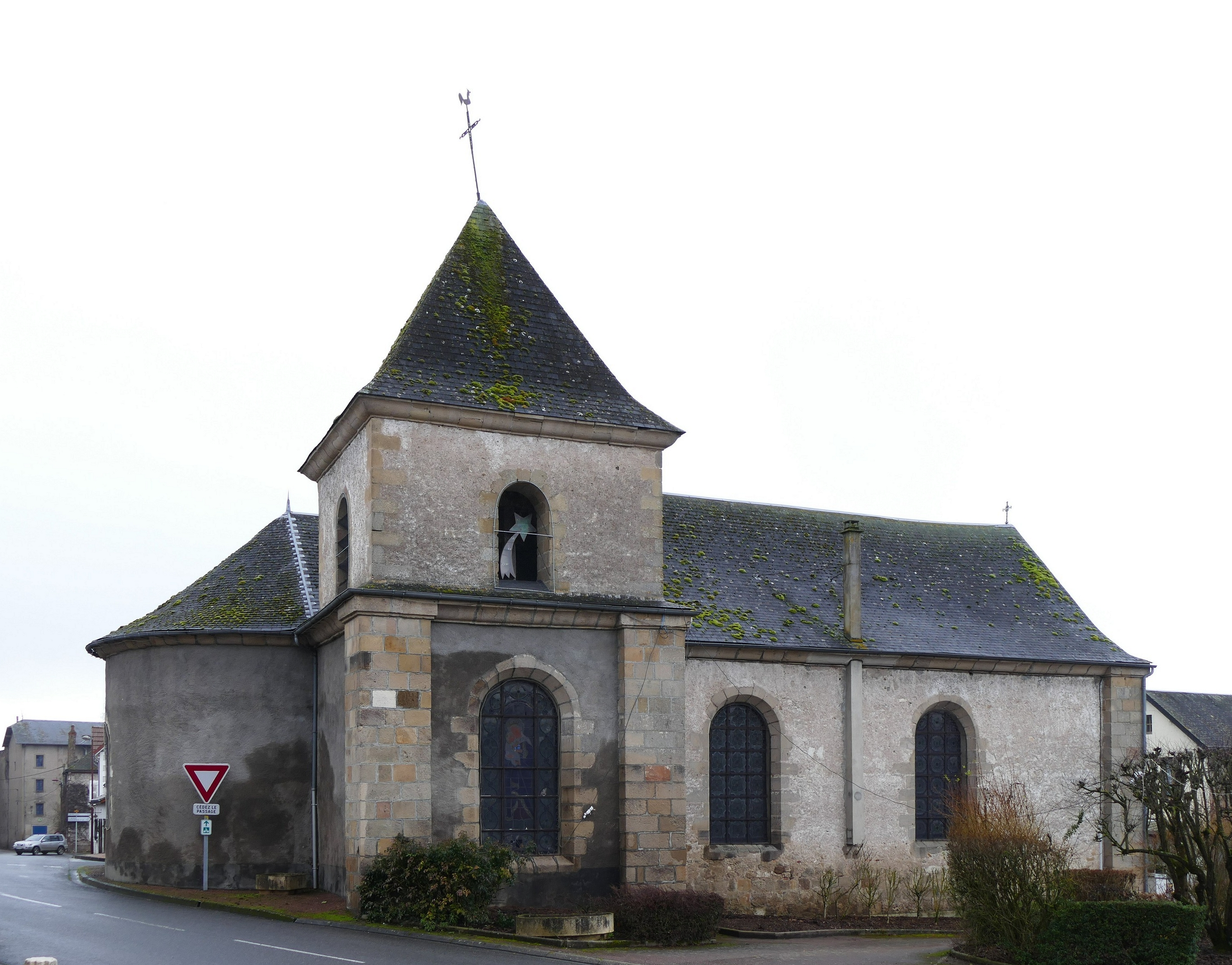
Kirche Saint-Barthélémy